# Mousa Nabipour
Mousa Nabipour (en persan : موسی نبی پور), né le 14 août 1983 à Behshahr, en Iran, est un joueur iranien de basket-ball, évoluant au poste de pivot. 

## Palmarès
- Champion d'Asie 2007